# Woodburnia penduliflora
Woodburnia penduliflora är en araliaväxtart som beskrevs av David Prain. Woodburnia penduliflora ingår i släktet Woodburnia och familjen araliaväxter. Inga underarter finns listade.